# Anastacia-diszkográfia
Anastacia, amerikai énekesnő diszkográfiája. Jelenleg hat nagylemezzel, két válogatás-, egy feldolgozás-, illetve három koncertalbummal rendelkezik.
A 2000. június 10-én megjelent Not That Kind című stúdióalbumából ötmillió kelt el szerte a világon, és nemzetközi sikereket aratott, majd négyszeres platinalemezzé vált. Első és második (Freak of Nature) korongját a funk, a dance-pop, az R&B és a soul zenei irányvonal jellemzi. A harmadiknál (Anastacia) a rockosabb vonalra terelődik a hangsúly, ezáltal dinamikusabb dalok hallhatóak. 2003-ban született meg az általa elnevezett sprock (soul + pop + rock) műfaj. A negyedik stúdióalbum (Heavy Rotation) lágyabb hangzású: ismét előtérbe kerül az R&B és a dance-pop. A Resurrection című lemezen újra a sprock stílus hallható.
A Not That Kind nagy sikert aratott Európában, Ázsiában, illetve Óceánia nyolc országában vezette az albumslágerlistát. Ausztráliában, az Egyesült Királyságban, Hollandiában, Svájcban és Új-Zélandon az első kislemeznek, az I’m Outta Love-nak köszönhetően háromszoros platinalemez lett. A bemutatkozó dal listavezető volt Ausztráliában, illetve Új-Zélandon, és második helyre került Franciaországban, Olaszországban, Svájcban, valamint Írországban.
Az Anastacia című lemez nagy sikert aratott: tizenegy országban vezette a slágerlistát. Az élre került Ausztráliában, Ausztriában, Olaszországban, Spanyolországban és Svájcban. Második lett Dániában, Hollandiában, Norvégiában, Írországban és Németországban, illetve a harmadik helyre került az Egyesült Királyságban (ahol 1,2 millió példányban kelt el, és platinalemezzé vált, valamint 2004 hatodik legkelendőbb albuma volt), és Magyarországon, ahol aranylemez lett.

## Albumok

### Stúdióalbumok
| Év   | Adatok                                                         | Slágerlistás helyezések | Slágerlistás helyezések | Slágerlistás helyezések | Slágerlistás helyezések | Slágerlistás helyezések | Slágerlistás helyezések | Slágerlistás helyezések | Slágerlistás helyezések | Slágerlistás helyezések | Slágerlistás helyezések | Minősítések |
| Év   | Adatok                                                         | US                      | AUS                     | FRA                     | GER                     | IRE                     | ITA                     | NL                      | SWE                     | SWI                     | UK                      | Minősítések |
| ---- | -------------------------------------------------------------- | ----------------------- | ----------------------- | ----------------------- | ----------------------- | ----------------------- | ----------------------- | ----------------------- | ----------------------- | ----------------------- | ----------------------- | --- |
| 2000 | Not That Kind - Formátum: CD, kazetta                          | 168                     | 2                       | 6                       | 2                       | 4                       | 5                       | 1                       | 9                       | 1                       | 2                       | - AUS: 3× platinalemez - UK: 3× platinalemez - EU: 4× platinalemez - FRA: 2× platinalemez - SWI: 3× platinalemez - NL: 3× platinalemez - GER: 5× aranylemez - SPA: aranylemez - SWE: aranylemez      |
| 2001 | Freak of Nature - Formátum: CD, kazetta                        | 27                      | 10                      | 15                      | 1                       | 7                       | 3                       | 1                       | 1                       | 1                       | 4                       | - AUS: platinalemez - UK: 3× platinalemez - EU: 3× platinalemez - GER: 3× platinalemez - SPA: platinalemez - SWE: 2× platinalemez - SWI: 5× platinalemez - FRA: 2× aranylemez                        |
| 2004 | Anastacia - Formátum: CD, letöltés                             | —                       | 1                       | 14                      | 1                       | 2                       | 2                       | 1                       | 1                       | 1                       | 1                       | - AUS: 2× platinalemez - GER: 4× platinalemez - ITA: 2× platinalemez - SPA: 2× platinalemez - SWE: platinalemez - SWI: 3× platinalemez - UK: 4× platinalemez - EU: 3× platinalemez - FRA: aranylemez |
| 2008 | Heavy Rotation - Formátum: CD, letöltés                        | —                       | 47                      | 60                      | 13                      | 45                      | 6                       | 15                      | 15                      | 3                       | 17                      | - SWE: aranylemez - SWI: aranylemez |
| 2012 | It's a Man's World (feldolgozásalbum) - Formátum: CD, letöltés | —                       | —                       | —                       | 16                      |                         | —                       | 7                       | —                       | 16                      | —                       | |
| 2014 | Resurrection - Formátum: CD, letöltés                          | —                       | —                       | 33                      | 5                       |                         | 5                       | 7                       | —                       | 5                       | 9                       | |
| 2017 | Evolution - Formátum: CD, letöltés                             | —                       | —                       | —                       | 12                      |                         | 12                      | 86                      | —                       | 10                      | —                       | |

### Válogatásalbumok
| Év   | Adatok                                       | Slágerlistás helyezések | Slágerlistás helyezések | Slágerlistás helyezések | Slágerlistás helyezések | Slágerlistás helyezések | Slágerlistás helyezések | Slágerlistás helyezések | Slágerlistás helyezések | Minősítések                                                                                    |
| Év   | Adatok                                       | AUS                     | GER                     | IRE                     | ITA                     | NL                      | SWE                     | SWI                     | UK                      | Minősítések                                                                                    |
| ---- | -------------------------------------------- | ----------------------- | ----------------------- | ----------------------- | ----------------------- | ----------------------- | ----------------------- | ----------------------- | ----------------------- | ---------------------------------------------------------------------------------------------- |
| 2005 | Pieces of a Dream - Formátum: CD, letöltés   | 23                      | 7                       | 11                      | 3                       | 10                      | 23                      | 3                       | 6                       | - AUS: aranylemez - UK: platinalemez - IRE: platinalemez - SWI: platinalemez - SPA: aranylemez |
| 2015 | Ultimate Collection - Formátum: CD, letöltés | —                       | 65                      | 98                      | 27                      | 69                      | —                       | 41                      | 10                      | - UK: Silver                                                                                   |

### Koncertalbumok
| Év   | Adatok                                                               | Slágerlistás helyezések | Slágerlistás helyezések | Slágerlistás helyezések | Slágerlistás helyezések | Slágerlistás helyezések | Slágerlistás helyezések | Slágerlistás helyezések | Slágerlistás helyezések | Minősítések |
| Év   | Adatok                                                               | AUS                     | GER                     | IRE                     | ITA                     | NL                      | SWE                     | SWI                     | UK                      | Minősítések |
| ---- | -------------------------------------------------------------------- | ----------------------- | ----------------------- | ----------------------- | ----------------------- | ----------------------- | ----------------------- | ----------------------- | ----------------------- | ----------- |
| 2016 | A 4 App - Formátum: CD, letöltés                                     | —                       | —                       | —                       | —                       | —                       | —                       | —                       | —                       |             |
| 2017 | Live at the O2 Apollo Manchester 2017 - Formátum: CD, letöltés       | —                       | —                       | —                       | —                       | —                       | —                       | —                       | —                       |             |
| 2017 | Live at the Eventim Apollo Hammersmith 2017 - Formátum: CD, letöltés | —                       | —                       | —                       | —                       | —                       | —                       | —                       | —                       |             |

## Kislemezek
| Év   | Kislemez                                   | Slágerlistás helyezések | Slágerlistás helyezések | Slágerlistás helyezések | Slágerlistás helyezések | Slágerlistás helyezések | Slágerlistás helyezések | Slágerlistás helyezések | Slágerlistás helyezések | Slágerlistás helyezések | Slágerlistás helyezések | Album               |
| Év   | Kislemez                                   | US                      | AUS                     | FRA                     | GER                     | IRE                     | ITA                     | NL                      | SWE                     | SWI                     | UK                      | Album               |
| ---- | ------------------------------------------ | ----------------------- | ----------------------- | ----------------------- | ----------------------- | ----------------------- | ----------------------- | ----------------------- | ----------------------- | ----------------------- | ----------------------- | ------------------- |
| 1999 | I’m Outta Love                             | 92                      | 1                       | 2                       | 6                       | 2                       | 2                       | 3                       | 15                      | 2                       | 6                       | Not That Kind       |
| 2000 | Not That Kind                              | —                       | 21                      | 13                      | 56                      | 14                      | 5                       | 26                      | 49                      | 18                      | 11                      | Not That Kind       |
| 2001 | Cowboys & Kisses                           | —                       | —                       | —                       | 83                      | 44                      | —                       | 25                      | —                       | 33                      | 28                      | Not That Kind       |
| 2001 | Made for Lovin’ You                        | —                       | —                       | 72                      | —                       | 36                      | —                       | —                       | —                       | —                       | 27                      | Not That Kind       |
| 2001 | Paid My Dues                               | —                       | 39                      | 10                      | 3                       | 34                      | 1                       | 4                       | 2                       | 1                       | 14                      | Freak of Nature     |
| 2002 | One Day in Your Life                       | —                       | 6                       | 27                      | 9                       | 1                       | 4                       | 8                       | 16                      | 5                       | 11                      | Freak of Nature     |
| 2002 | Why’d You Lie to Me                        | —                       | 66                      | —                       | 55                      | 35                      | 31                      | 13                      | 25                      | 39                      | 25                      | Freak of Nature     |
| 2002 | You’ll Never Be Alone                      | —                       | —                       | —                       | 56                      | —                       | 28                      | —                       | 34                      | 36                      | 31                      | Freak of Nature     |
| 2004 | Left Outside Alone                         | —                       | 1                       | 9                       | 2                       | 2                       | 1                       | 2                       | 6                       | 1                       | 3                       | Anastacia           |
| 2004 | Sick and Tired                             | —                       | 8                       | —                       | 2                       | 9                       | 3                       | 2                       | 10                      | 2                       | 4                       | Anastacia           |
| 2004 | Welcome to My Truth                        | —                       | 41                      | —                       | 30                      | 23                      | 14                      | 14                      | 49                      | 35                      | 25                      | Anastacia           |
| 2005 | Heavy on My Heart                          | —                       | 55                      | —                       | 29                      | 32                      | 12                      | 16                      | —                       | 35                      | 21                      | Anastacia           |
| 2005 | Everything Burns (duett Ben Moodyval)      | —                       | 33                      | —                       | 11                      | —                       | 2                       | 7                       | —                       | 3                       | —                       | Pieces of a Dream   |
| 2005 | Pieces of a Dream                          | —                       | —                       | —                       | 20                      | 26                      | 3                       | 8                       | —                       | 18                      | 48                      | Pieces of a Dream   |
| 2006 | I Belong to You (duett Eros Ramazzottival) | —                       | —                       | —                       | 1                       | —                       | 1                       | 7                       | —                       | 1                       | —                       | Pieces of a Dream   |
| 2008 | I Can Feel You                             | —                       | 31                      | —                       | 25                      | —                       | 11                      | 24                      | 17                      | 27                      | 67                      | Heavy Rotation      |
| 2008 | Absolutely Positively                      | —                       | —                       | —                       | —                       | —                       | —                       | —                       | —                       | —                       | —                       | Heavy Rotation      |
| 2014 | Stupid Little Things                       | —                       | —                       | 115                     | 38                      | —                       | 20                      | —                       | —                       | 23                      | 191                     | Resurrection        |
| 2014 | Staring at the Sun                         | —                       | —                       | —                       | —                       | —                       | —                       | —                       | —                       | —                       | —                       | Resurrection        |
| 2014 | Lifeline                                   | —                       | —                       | —                       | —                       | —                       | —                       | —                       | —                       | —                       | —                       | Resurrection        |
| 2015 | Take This Chance                           | —                       | —                       | —                       | —                       | —                       | —                       | —                       | —                       | —                       | —                       | Ultimate Collection |
| 2015 | Army of Me                                 | —                       | —                       | —                       | —                       | —                       | —                       | —                       | —                       | —                       | —                       | Ultimate Collection |
| 2017 | Caught in the Middle (digitális letöltés)  | —                       | —                       | —                       | —                       | —                       | —                       | —                       | —                       | —                       | —                       | Evolution           |

### Promóciós kislemezek
| Év   | Kislemez                                                                           | Slágerlistás helyezés | Slágerlistás helyezés | Slágerlistás helyezés | Slágerlistás helyezés | Slágerlistás helyezés | Slágerlistás helyezés | Album                                                                                |
| Év   | Kislemez                                                                           | AUS                   | GER                   | ITA                   | NL                    | SWE                   | SWI                   | Album                                                                                |
| ---- | ---------------------------------------------------------------------------------- | --------------------- | --------------------- | --------------------- | --------------------- | --------------------- | --------------------- | ------------------------------------------------------------------------------------ |
| 2002 | Boom                                                                               | 23                    | 35                    | 10                    | 40                    | 7                     | 10                    | Freak Of Nature [Collectors Edition] + The Official Album of the 2002 FIFA World Cup |
| 2003 | Love Is a Crime                                                                    | —                     | —                     | —                     | —                     | —                     | —                     | Chicago: Music from the Miramax Motion Picture                                       |
| 2011 | What Can We Do (A Deeper Love) (DJ Tiësto featuring Anastacia); digitális letöltés |                       |                       |                       |                       |                       |                       | nem szerepel albumon                                                                 |

## DVD-k
| Év   | Adatok                                                                | Tartalma |
| ---- | --------------------------------------------------------------------- | --- |
| 2002 | One Day in Your Life - Megjelent: 2002. augusztus 20.                 | - A One Day in Your Life videóklipje - Életrajz - A One Day in Your Life klip készítése                     |
| 2002 | The Video Collection - Megjelent: 2002. december 2. - GER: aranylemez | - Tíz videóklip - Négy videóklip készítése - Két remixvideóklip - Életrajz, fotógaléria                     |
| 2006 | Live at Last - Megjelent: 2006. március 27.                           | - Koncertfelvétel (Berlin és München) - Dokumentumfilm - Négy videóklip - Öt videóklip alternatív változata |

## Videográfia

### Videóklipek
| Év   | Dal                                       | Rendező(k)                     |
| ---- | ----------------------------------------- | ------------------------------ |
| 1999 | I’m Outta Love                            | Nigel Dick                     |
| 2000 | Not That Kind                             | Marc Webb                      |
| 2001 | Cowboys & Kisses                          | Nigel Dick                     |
| 2001 | Made for Lovin’ You                       | Simon Hilton                   |
| 2001 | Paid My Dues                              | Liz Friedlander                |
| 2002 | One Day in Your Life                      | Dave Meyers                    |
| 2002 | Boom                                      | Marcos Siega                   |
| 2002 | Why’d You Lie to Me                       | Mike Lipscombe                 |
| 2002 | You’ll Never Be Alone                     | Mike Lipscombe                 |
| 2003 | Love Is a Crime                           | Matthew Rolston                |
| 2004 | Left Outside Alone                        | Bryan Barber                   |
| 2004 | Sick and Tired                            | Phillip Stölzl                 |
| 2004 | Welcome to My Truth                       | Diane Martel                   |
| 2004 | Time                                      |                                |
| 2004 | I Do                                      |                                |
| 2004 | Underground Army                          |                                |
| 2005 | Heavy on My Heart                         | Ronald Vietz                   |
| 2005 | Left Outside Alone (amerikai változat)    | David Lippman, Charles Mehling |
| 2005 | Everything Burns                          | Antti Jokinen                  |
| 2005 | Pieces of a Dream                         | David Lippman                  |
| 2006 | I Belong to You (Il ritmo della passione) | Don Allan                      |
| 2008 | I Can Feel You                            | Chris Applebaum                |
| 2008 | Absolutely Positively                     | Nigel Dick                     |
| 2009 | Stalemate                                 |                                |
| 2010 | Safety                                    |                                |
| 2012 | What Can We Do (A Deeper Love)            | Peter Svenson                  |
| 2012 | Best of You                               | Marcus Sternberg               |
| 2014 | Stupid Little Things                      | Marcus Sternberg               |
| 2014 | Staring at the Sun                        | DJay Brawner                   |
| 2014 | Staring at the Sun (Digital Dog Remix     | DJay Brawner                   |
| 2014 | Lifeline / Luce per sempre                |                                |
| 2015 | Take This Chance                          |                                |
| 2016 | Who's Loving You?                         |                                |
| 2017 | Ti amo                                    |                                |
| 2017 | Caught in the Middle                      |                                |
| 2018 | Another Night                             |                                |

## Duettek és közreműködések
| Év   | Dal                                                                 | Album / rendezvény                                       |
| ---- | ------------------------------------------------------------------- | -------------------------------------------------------- |
| 1993 | Forever Luv (David Moralesszel)                                     | The Program                                              |
| 1998 | Mi negra, tu bombón (Omar Sosával)                                  | Spirit of the Roots                                      |
| 1999 | Tienes un solo (Omar Sosával)                                       | Spirit of the Roots                                      |
| 2000 | Saturday Night’s Alright for Fighting (Elton Johnnal)               | Elton John - One Night Only - The Greatest Hits          |
| 2001 | Let It Be (Paul McCartneyval és más előadókkal)                     |                                                          |
| 2001 | I Ask of You (Luciano Pavarottival)                                 | Pavarotti & Friends jótékonysági koncert                 |
| 2001 | What More Can I Give (Michael Jacksonnal és más előadókkal)         | Jótékonysági rendezvény                                  |
| 2001 | Love Is Alive (Vonda Sheparddel)                                    | Ally McBeal: For Once in My Life                         |
| 2001 | Cowboys & Kisses (Richie Samborával)                                | One Wild Night Turné (Bon Jovi)                          |
| 2001 | 911 (Wyclef Jeannal)                                                |                                                          |
| 2002 | I Thought I Told You That (Faith Evansszel)                         | Freak of Nature (Collector's Edition) című album         |
| 2002 | Someday My Prince Will Come                                         | Disneymania című album                                   |
| 2002 | You Shook Me All Night Long (Céline Dionnal és Meredith Brooksszal) | Divas Las Vegas koncert + VH1 Divas Las Vegas című album |
| 2002 | Bad Girls (Jay Kayjel)                                              | Brit Awards brit díjátadó                                |
| 2003 | We Are the Champions (a Queennel)                                   | 46664 koncert                                            |
| 2003 | We Will Rock You (a Queennel)                                       | 46664 koncert                                            |
| 2003 | Amandla (a Queennel, Beyoncéval, Bonóval és David A. Stewarttal)    | 46664 koncert                                            |
| 2003 | I Don't Want to Miss a Thing, Heavy on My Heart (BeBe Winansszel)   | Women Rock! (Songs from the movies) koncert              |
| 2003 | Stayin' Alive (Mýával, Mandy Moore-ral és Ann Wilsonnal)            | Women Rock! (Songs from the movies) koncert              |
| 2004 | I Do (Sonny Sandovallel)                                            | Anastacia című album                                     |
| 2005 | Everything Burns (Ben Moodyval)                                     | Pieces of a Dream című album                             |
| 2005 | I Belong to You (Il ritmo della passione) (Eros Ramazzottival)      | Pieces of a Dream és Calma apparente című albumok        |
| 2007 | Sing (Annie Lennox-szal és más előadókkal)                          | Songs of Mass Destruction című album                     |
| 2009 | Stalemate (a Ben's Brother együttessel)                             | Battling Giants című album                               |
| 2009 | Holding Back The Years (a Simply Reddel)                            | Simply Red turné                                         |
| 2010 | Safety (Dima Bilannel)                                              | Mechtatel című album                                     |
| 2010 | Burning Star (Nataliával)                                           | digitális letöltés                                       |
| 2011 | If I Was Your Boyfriend (Tony Morannel)                             | digitális letöltés                                       |
| 2011 | What Can We Do (A Deeper Love) (Tiëstóval)                          | digitális letöltés                                       |
| 2014 | Lifeline / Luce per sempre (Kekkóval)                               | Lifeline című kislemez                                   |
| 2015 | Who's Loving You? (az Auryn együttessel)                            | Ghost Town című album                                    |
| 2017 | Ti amo (Umberto Tozzival)                                           | Quarant'anni che ti amo című válogatásalbum              |
| 2018 | Another Night (Alex Christensennel és a The Berlin Orchestrával)    | Classical 90s Dance 2 című válogatásalbum                |

## Televíziós megjelenések
»» Sorozat / Film:
- Ally McBeal – klubénekes (2001)

1. Negyedik évad, 16. epizód: The Getaway
2. Negyedik évad, 21. epizód: Queen Bee

- All You Can Dream – önmaga / őrangyal (2012)

»» Zsűritag, vendégmentor, versenyző:
- The Cut (1998)
- X Factor (Italy; 2. évad; 2009)
- Don't Stop Believing (2010)
- The X Factor (9. évad; 2012)
- Rising Star (2014)
- Strictly Come Dancing (14. évad; 2016)

»» Reklámfilmek:
- Twix (2000)
- Dr Pepper üdítőital - "Be You" (Cyndi Lauperrel; 2002)
- Škoda Citigo - "What Can We Do (A Deeper Love)" (2012)

1. "Meet in..." tips
2. Music App
3. Huge storage capacity